# Pat Upton
Pat Upton (* 1. September 1944 in Kilrush, County Clare; † 22. Februar 1999 in Dublin) war ein irischer Politiker der Irish Labour Party.
Upton besuchte das St Flannan’s College in Ennis und studierte am University College, Galway sowie am University College, Dublin. An letzterem promovierte er und wurde Doktor für Veterinärmedizin. 
Vor dem Beginn seiner politischen Karriere war Upton am University College, Dublin als Lecturer tätig. Von 1989 bis zu seiner Wahl in den Dáil Éireann im Jahr 1992 gehörte er dem Seanad Éireann, dem Oberhaus des irischen Parlaments, an. Bei den Wahlen zum 28. Dáil Éireann konnte Upton sein Mandat verteidigen.  Neben seiner Abgeordnetentätigkeit war Upton auch von 1991 bis 1994 Mitglied des Dublin County Council sowie von 1994 bis 1995 Mitglied der Parlamentarischen Versammlung des Europarates.
Innerhalb der Irish Labour Party war er einer der größten Kritiker des Zusammenschlusses mit der Democratic Left.
Am 22. Februar 1999 starb Upton unerwartet im Alter von 54 Jahren an einem Herzinfarkt. Er hielt sich zum Zeitpunkt seines Infarktes im UCD Veterinary College auf, wo er noch gelegentlich als Lecturer tätig wurde. Upton wurde sogleich in das Saint Vincent's Hospital gebracht, wo er schließlich verstarb. Bei den im Oktober 1999 stattfindenden Nachwahlen zur Neubesetzung seines vakanten Sitzes im Dáil wurde seine Schwester und Parteikollegin Mary Upton gewählt.
Pat Upton war verheiratet und hatte vier Kinder: drei Söhne und eine Tochter.